# Tiếng Palaung

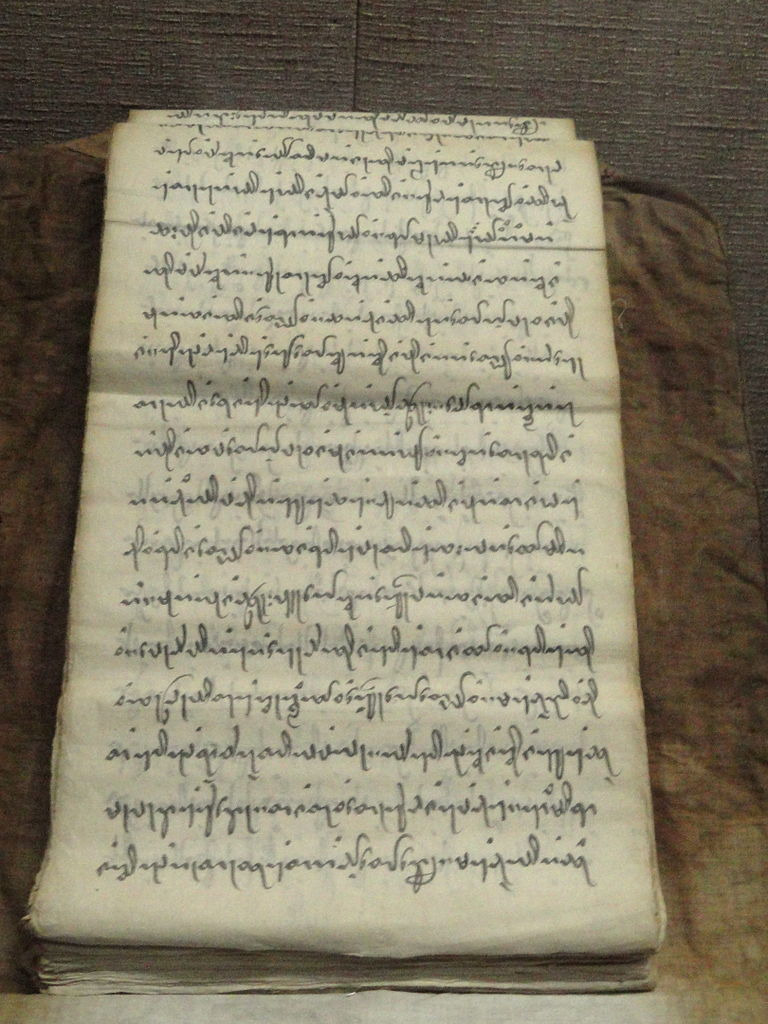
Bản thảo De'ang

Tiếng Palaung (tiếng Miến Điện: ပလောင်ဘာသာ), còn được biết là De'ang (tiếng Trung: 德昂語; tiếng Miến Điện: တအောင်းဘာသာ, Đức Ngang), là một cụm phương ngữ thuộc ngữ hệ Nam Á, được nói bởi hơn nửa triệu người ở Myanmar (bang Shan) và các nước láng giềng. Người Palaung được chia thành Palé, Rumai và Shwe, và mỗi nhóm trong số họ có ngôn ngữ riêng. Các ngôn ngữ Riang được báo cáo là không thể hiểu được hoặc chỉ được hiểu một cách khó khăn bởi những người bản ngữ của các ngôn ngữ Palaung khác.
Tổng số người nói không chắc chắn; có 150.000 người nói tiếng Shwe vào năm 1982, 272.000 người nói tiếng Ruching (Palé) năm 2000 và 139.000 người nói tiếng Rumai (không rõ năm nào).
Tiếng Palaung được phân loại là ngôn ngữ "đang bị đe dọa" trong năm 2010 theo Sách đỏ các ngôn ngữ bị đe dọa của UNESCO.

## Phương ngữ

### Yan & Zhou (2012)
Các nhà ngôn ngữ học Trung Quốc phân loại các nhóm "Đức Ngang 德昂" (chủ yếu được nói ở hương dân tộc Đức Ngang Tam Đài Sơn 三台山德昂族乡, hương Mang và Quân Lộng 军 弄, huyện Trấn Khang) như sau (Deangyu Jianzhi). Tên trong IPA là từ Yan & Zhou (2012: 154-155)
- Bố Lôi 布雷 (điểm dữ liệu đại diện: Duẫn Khiếm 允欠, Mang): nói ở Luxi
  - Phương ngữ Bố Lôi 布雷
  - Phương ngữ Nhiêu Tấn 饶进
- Lương 梁 (điểm dữ liệu đại diện: Tiêu Hán Câu 硝厂沟): được nói ở Lũng Xuyên và Thuỵ Lệ
- Nhữ Mãi 汝买 (điểm dữ liệu đại diện: Diệp Trà Tinh 叶茶箐): được nói ở Trấn Khang và Bảo Sơn

Người Deang tự gọi mình là naʔaŋ, daʔaŋ, toʔaŋ và laʔaŋ, tùy theo phương ngữ (Yan & Zhou 2012: 154-155). Một nội danh khác của Deang là ho (rau) khaoʔ, trong đó rau có nghĩa là 'làng'. Người Đại địa phương gọi Deang là po˧loŋ˧.

### Ostapirat (2009)
Weera Ostapirat (2009: 74) phân loại các ngôn ngữ Palaung như sau. Xác định thay đổi âm thanh được đưa ra trong ngoặc đơn.
Palaung
- Ta-ang
- Rumai-Darang (* -ɔŋ> -ɛŋ; * -uŋ> -ɨŋ)
  - Rumai (* -r-> -j-)
  - Ra-ang-Darang (* b, * d, * ɟ, * g> p, t, c, k)
    - Ra-ang
    - Darang (* -on> -uan; * -r> -n)
      - Na-ang
      - Darang
      - Da-ang
      - Dara-ang

### Shintani (2008)
Shintani (2008) công nhận hai phương ngữ của tiếng Palaung, đó là Palaung Nam và Palaung Bắc. Các âm tắc vô thanh ở Palaung Nam tương ứng với các âm tắc hữu thanh ở Palaung Bắc, âm tắc mà Shintani (2008) cho là sự tái hiện từ Palaung nguyên thủy. Phương ngữ Palaung Nam được nghiên cứu bởi Shintani (2008) là những phương ngữ của:
- Hương Kengtung
- Làng Waanpao (gần Kengtung)
- Làng Thành Phòng (gần Kengtung)
- Làng Loikhong (gần Mängpeng)
- Mängküng
- Yassaw
- Kalaw

### Deepadung, et al. (2015)
Deepadung và những người khác (2015) phân loại các phương ngữ Palaung như sau:
Palaung
- Ta-ang: Namhsan, Khun Hawt, Htan Hsan
- (Palaung lõi)
  - Pule: Pang Kham, Man Loi, Mạnh Dân, Chu Dong Gua
  - Dara-ang: Pan Paw, Noe Lae, Nyaung Gone, Pong Nuea (?), Hương Thái Đường 香菜塘
  - Rumai: Nan Sang, Quảng Ka, Mang Bằng
  - ?Trà Diệp Tinh 茶叶箐